# Manuel Moliné i Muns
Manuel Moliné i Muns (Barcelona, 1833 - Barcelona, 26 d'abril de 1901) fou un litògraf, dibuixant humorístic, caricaturista, fotògraf, pintor, il·lustrador, il·luminador, considerat un dels principals caricaturistes polítics catalans del segle xix. Publicà la seva obra a diferents diaris i revistes de Barcelona de la seva època com Un tros de paper i L'Esquella de la Torratxa.

## Biografia

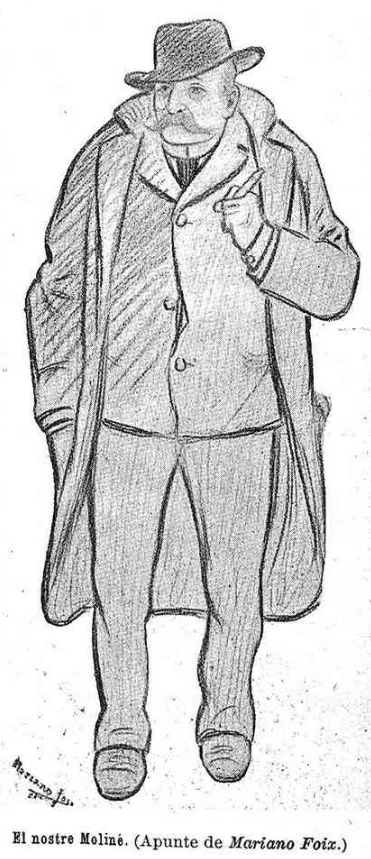
Caricatura de Manuel Moliné.

Manuel Moliné i Muns va néixer a Barcelona el 1833. Fill d'Ignacio Moliné, dedicat a la passamaneria, i Antonia Muns. Es casà amb Josefa Petit i tingueren dos fills, Manuel, casat amb Dolores Villar, i Leocadia que morí de pleuropneumònia l'onze de novembre de 1878, als vint-i-un anys. Durant un temps visqué al carrer Lauria, 46, 4t de Barcelona, però posteriorment canvià la seva residència al carrer del Carme, 38, 4t.
Realitzà els seus estudis a l'Acadèmia de Belles Arts de Sant Jordi de Barcelona, l'escola de la Llotja de Mar, entre els anys 1849 i 1853. A l'Acadèmia de Belles Arts de Sant Jordi de Barcelona rebé diferents premis: el 1849, un premi per un model de guix en dibuix i el 1850 el tornà a guanyar. A l'arxiu de l'Acadèmia de Belles Arts de Barcelona hi consten algunes dades del seu expedient acadèmic, com per exemple dues assignatures de teoria i història de les belles arts, 1850 i 1851, i tres d'anatomia, de les quals dues les perdé per falta d'assistència.
En l'àmbit professional, Moliné fou molt prolífic; es dedicà a la pintura durant la seva etapa acadèmica amb diferents crítiques; posteriorment fou il·luminador de fotografia al taller que compartia juntament amb el seu cunyat Albareda. També va treballar com a il·lustrador de diferents llibres i, finalment, va triomfar en el vessant de la caricatura publicant en una gran quantitat de revistes i diaris de l'època.
En una entrevista realitzada a Gaietà Cornet es declara admirador de Manuel Moliné, considerant-lo el seu mestre. En la mateixa entrevista Gaietà Cornet revela la causa per la qual no es limita a fer d'artista: el desencoratjà l'estat de pobresa en que Manuel Moliné passà els seus darrers dies. La figura de Manuel Moliné feu que els dibuixants posteriors, com Apel·les Mestres, reivindiquessin la seva tasca i reclamessin el reconeixement del seu art.
Manuel Moliné i Muns morí de tuberculosi a les sis del matí del 26 d'abril del 1901 a Barcelona.

## Obra

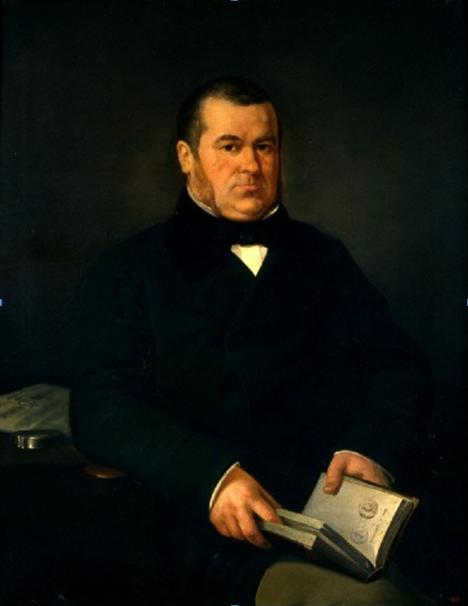
Retrat de Francesc Esteve i Sans.

Inicià la seva carrera professional com a pintor de retrats i de pintura de gènere de tarannà costumista, escenes típiques barcelonines com Cuestación callejera, on es reflecteix un estil no inclòs dins l'academicisme. Segons l'historiador Josep Francesc Ràfols les seves obres van ser majoritàriament adquirides per un lord anglès, gran admirador de les seves obres. El que sí que es conserva és l'obra que pintà conjuntament amb el pintor Marià Fortuny, el retrat de Francesc Esteve i Sans, on Manuel Moliné realitzà el cap i la resta la pintà Marià Fortuny.
El 1855, als vint-i-dos anys i acabats els seus estudis a l'Acadèmia, Manuel Moliné s'instal·là com a pintor a l'estudi Mattey, al carrer Aroles, 5, 1r. Exposà les seves obres conjuntes al carrer del Duc de la Victòria, sota els arcs del Passatge Madoz i al costat de la botiga de xocolata del senyor Juncosa.

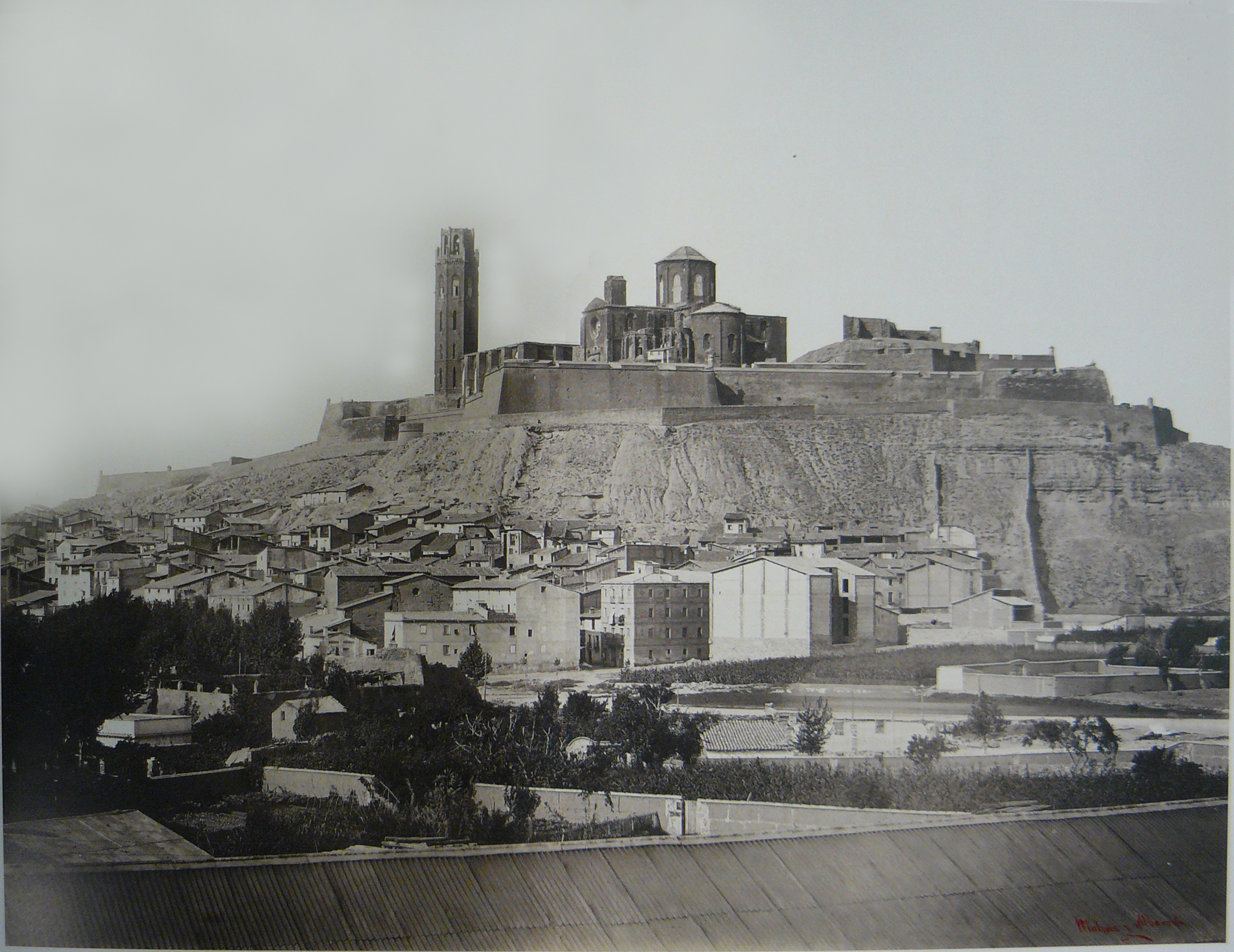
Fotografia de Lleida realitzada per Moliné i Albareda

Després d'un any de col·laboració amb Mattey, Moliné s'associà amb el seu cunyat, el fotògraf Rafael Albareda, casat amb la germana de Manuel Moliné. Van obrir un estudi fotogràfic al terrat d'una casa del mateix carrer Aroles, que s'especialitzà en retrats per a l'alta burgesia barcelonina, sent durant molt anys un dels més importants de Barcelona. La seva tasca a l'estudi se centrà en la il·luminació de les fotografies realitzades per Rafael Albareda. En aquell moment, la fotografia encara era considerada com un art menor i la il·luminació d'aquesta pretenia donar-li un cert prestigi d'obra d'art.
El 1871, el rei Amadeu I de Savoia visità Lleida i Moliné i Albareda foren els encarregats de realitzar una guia de la ciutat per aquest motiu. La sèrie de fotografies realitzades són vistes de la ciutat que mostren la vessant més artística dels dos fotògrafs. Les fotografies foren firmades a mà i tenen el mateix toc que ells donaven al seu estudi.
La tasca d'il·luminador no li donà fama individual en el seu temps, en canvi, quan començà la seva etapa de caricaturista i dins el món de la il·lustració va ser quan es va convertir en un personatge reconegut, com es pot veure en la gran quantitat d'articles que el mencionen:
Se encuentra enfermo, desde hace algunos días, el distinguido artista y hàbil caricaturista D. Manuel Moliné, à quien deseamos un pronto y completo restablecimiento
Paral·lelament a la tasca d'il·luminador i caricaturista també es dedicà a la il·lustració de llibres. Algunes de les obres amb les que treballà van ser: La guía satírica de Barcelona de Manuel Angelón (1854); Singlots Poètichs de Pitarra i Del bressol al cementiri, viatje bufo-tragich de Juli Francesc Guibernau (1882). També se seguí dedicant a la fotografia de retrat o paisatgística i a la pintura de forma esporàdica.

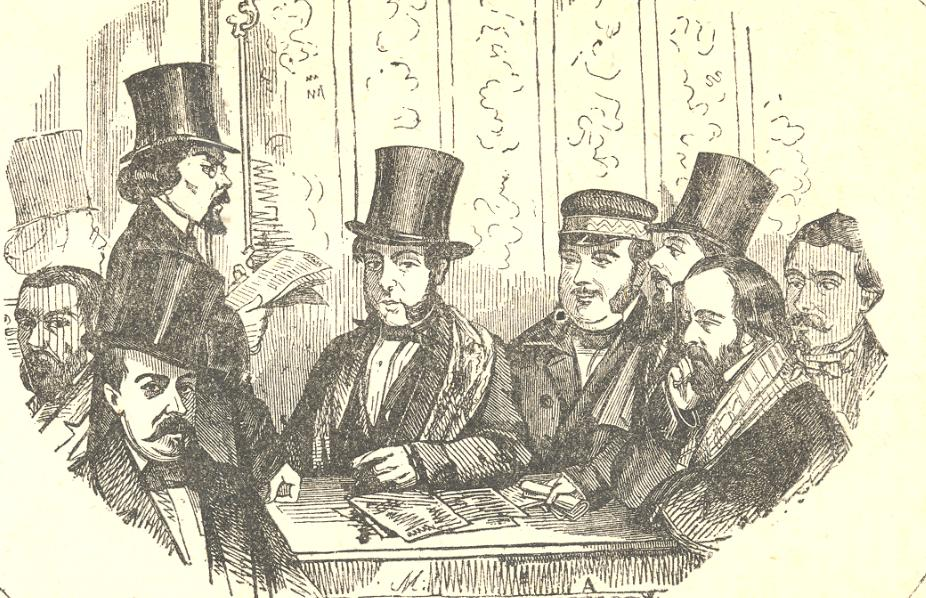
Els col·laboradors de La guía satírica de Barcelona.

Fou en el vessant de caricaturista on Moliné aconseguí renom a Barcelona, publicant la seva obra a diferents diaris: El Café (1859-1861), El Cañón Rayado (1859-1860), El pájaro Verde (1860), Un tros de paper (1865-1866), La Flaca (1869-1873), La mosca (1883-1884), La Tramontana, La Campana de Gràcia (1879-1901) i L'Esquella de la Torratxa (1879-1901).
La seva obra es basava en la caricatura i crítica política, on podem veure un retrat de l'escena política catalana i espanyola. Segons el Diccionari biogràfic d'artistes de Catalunya de Josep Francesc Ràfols i Fontanals, les caricatures referents a la política internacional foren reproduïdes en premsa estrangera. Manuel Moliné fou l'últim caricaturista de Catalunya que pintà en tinta grassa sobre paper de calcar.

## Caricatura de Rius i Taulet
Moliné va centrar part de la seva caricatura, publicada a l'Esquella de la Torratxa, en satiritzar la figura de l'alcalde barceloní Francesc de Paula Rius i Taulet, sobretot en la seva quarta candidatura. Amb la caricatura de Rius i Taulet es pot fer una descripció de la situació política i social del moment. Podem observar com magnifica alguns dels seus trets, físics i psicològics, més destacats: 

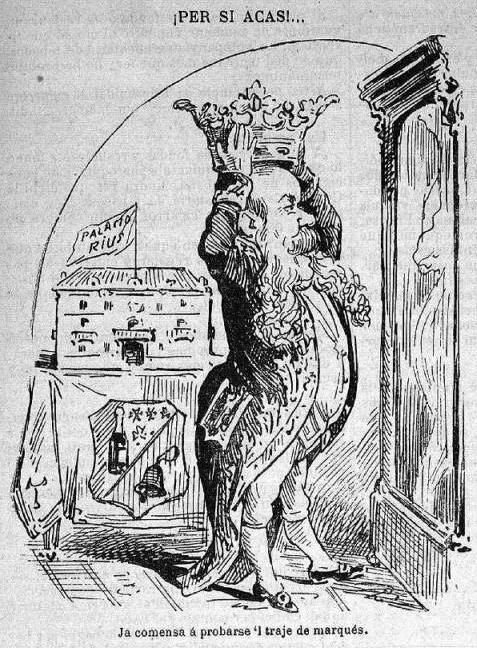
Caricatura de Rius i Taulet.

La panxa, el bigoti, les abundoses patilles i l'afició per la bona taula
Manuel Moliné criticà l'actitud ociosa de l'alcalde, com es veu en la imatge Barcelona paga; es descriu la preferència de l'alcalde per la bona taula i la bona vida a costa de la pretesa productivitat de l'Exposició Universal de Barcelona (1888). També es critica el deute que Rius i Taulet contreu per realitzar aquestes transformacions. Aquesta mala gestió econòmica es veu reflectida en algunes caricatures de Moliné amb l'aparició de sacs de diners.
A més de satiritzar els trets físics de l'alcalde, apareixen una sèrie d'elements externs que ens mostren les transformacions urbanístiques de la Barcelona de finals del segle xix. Rius i Taulet va ser l'alcalde promotor de l'Exposició Universal, gràcies a la qual va ser possible la modificació de la ciutat tal com la coneixien fins aleshores.
Manuel Moliné també reflecteix els canvis urbanístics que realitzà l'Ajuntament de Barcelona amb motiu de l'Exposició Universal del 1888, que es va dur a terme del 8 d'abril al 9 de desembre i participaren 22 països de tot el món. Aquest projecte fou concebut originàriament per un empresari gallec anomenat Eugenio Serrano de Casanova, però per la gran magnitud del projecte, Rius i Taulet se'l va fer seu, com una de les seves metes polítiques. Creà el “grup dels vuit”, un consell econòmic d'empresaris per incentivar les relacions internacionals d'un comerç barceloní que tenia la intenció de revifar l'economia catalana.
Alguns exemples dels edificis construïts per aquest esdeveniment són plasmats en l'obra de Moliné. La caricatura En Moret, protegint l'exposició mostra el que possiblement era l'Umbracle i l'Hivernacle. També trobem el Monument a Colom ubicat a l'entrada del Port de Barcelona i el passeig que la unia amb l'entrada marítima de l'Exposició. Seguidament, veiem l'Hotel Internacional, construït en molt poc temps, 53 dies, per Lluís Domènech i Muntaner, que havia d'allotjar totes les delegacions internacionals que visitaren la ciutat. També trobem altres edificis com el Teatre Principal, situat a la Rambla. Moltes de les construccions realitzades per a l'Exposició Universal foren enderrocades a la seva finalització; aquest fet fou fortament criticat per Manuel Moliné.
No només fou criticada la mala gestió econòmica de Rius i Taulet, sinó que també ho fou la seva ambició per obtenir títols nobiliaris. Des d'un inici, va ser nomenat alcalde de Barcelona durant l'etapa de restauració borbònica, per la reina regent Maria Cristina. Aquest fet demostra la seva proximitat amb la monarquia espanyola, motiu de gran controvèrsia dins la societat catalana per la imposició des del govern espanyol d'un home molt proper i favorable a la monarquia. Finalment, les seves aspiracions van culminar en la concessió del títol de Marquès d'Olèrdola.

## Recepció de l'obra

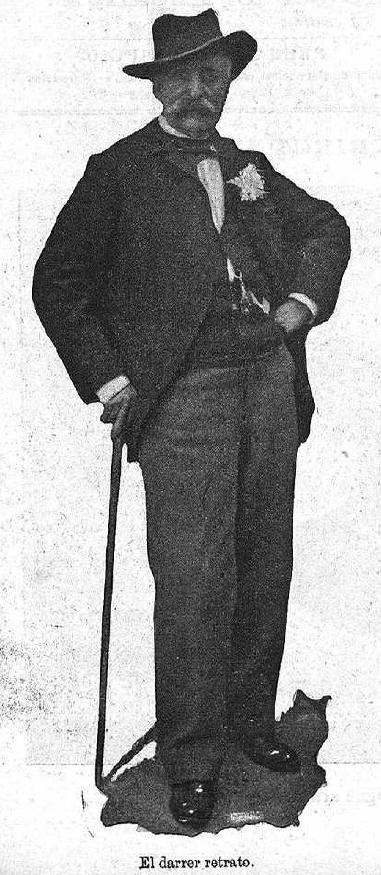
El darrer retrat de Manuel Moliné.

Pel que fa al vessant com a pintor de Manuel Moliné, ens trobem amb diferents crítics opinant tan positiva com negativament de la seva obra. Un exemple d'aquesta diversitat la trobem l'any 1933, ja un cop mort. En aquest any es va exhibir una pintura seva a l'Exposició de Retrats Femenins organitzada pel diari El Mirador. A partir d'aquesta mostra van sorgir una sèrie de comentaris sobre el retrat en qüestió i la seva pintura en general. Segons Cent Anys de retrat femení en la pintura catalana, 1830-1930:
Res no sabem d'aquest pintor, que no ha deixat rastre en la nostra bibliografia d'art ni en la memòria de la gent. Si hem de jutjar del seu talent artístic per aquesta mostra, no n'hi ha, en veritat, per mostrar-nos-en molt convençut. És un retrat pintat amb més bona fe que qualitat pictòrica
Per altra banda, ens trobem amb una crítica positiva alabant els seus dots pictòrics i on es qüestiona l'autoria del retrat exposat: 
Aquesta pintura, que és quasi del tot desconeguda, no té res en comú amb la d'un altre Moliné que signava un retrat fluix fins a la dolenteria, exhibit a l'exposició de retrats femenins, organitzada la primavera passada pel nostre periòdic. Aquell retrat era de mà d'un altre Moliné o bé de mans del nostre Manel Moliné infant. La pintura del mestre Moliné era rica i distingida de color si hem de jutjar-la per l'única obra que coneixem; i era sòlida de dibuix, treballada de composició, pel que es veu en el present retrat i en les reproduccions que d'obres de gènere publicaren alguns periòdics.
Finalment, fou en el vessant de caricaturista on obtingué més popularitat, tot i ser titllat de groller i vulgar pels artistes i els intel·lectuals de la fi del segle xix, considerats per alguns crítics emmetzinats de romanticisme pre-rafaelista i força idealitzats per la literatura pariona d'aquell romanticisme pictòric, on la literatura manava i disposava.

## Catàleg d'obra

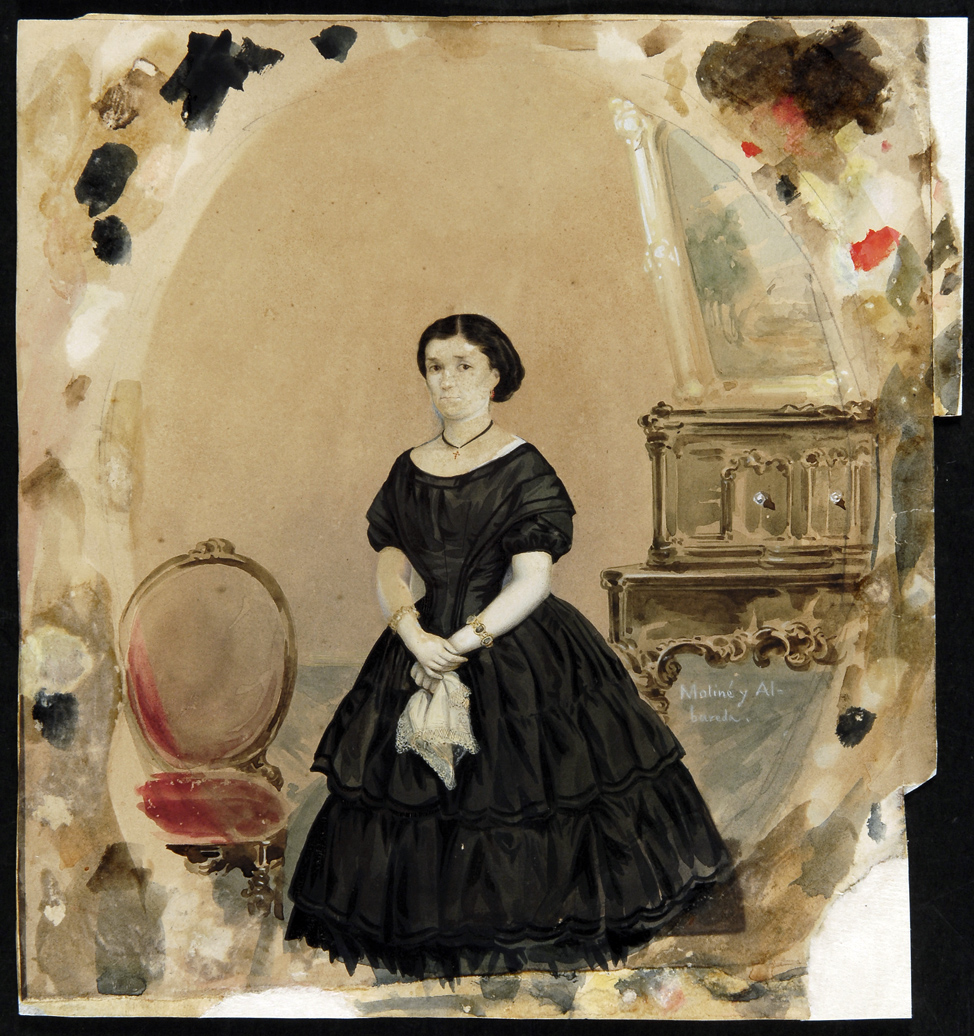
Retrat de dona (Biblioteca de Catalunya)
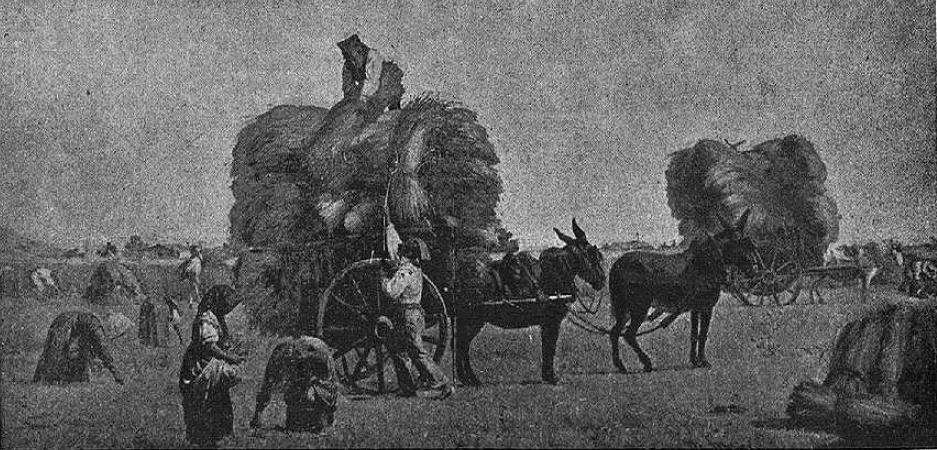
Camí de l'era
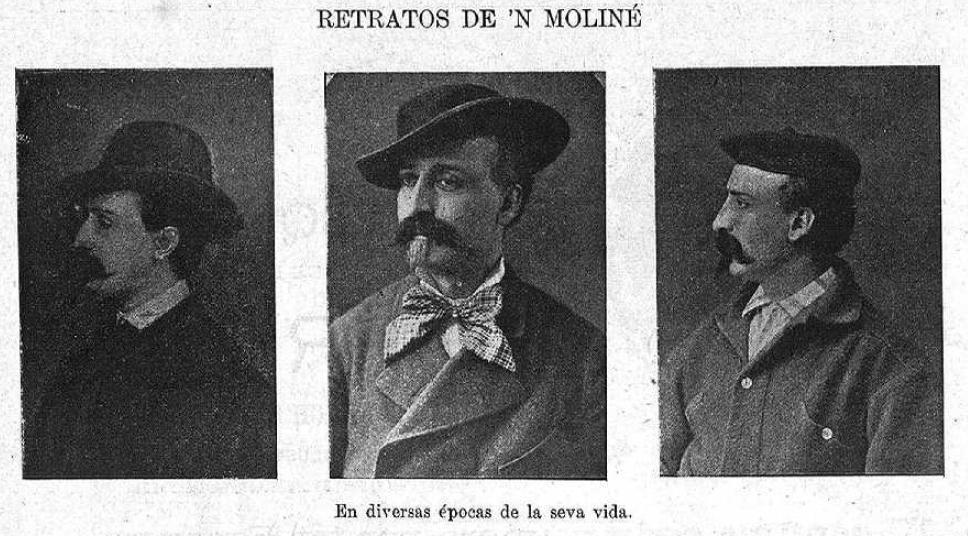
En diverses èpeques de la seva vida
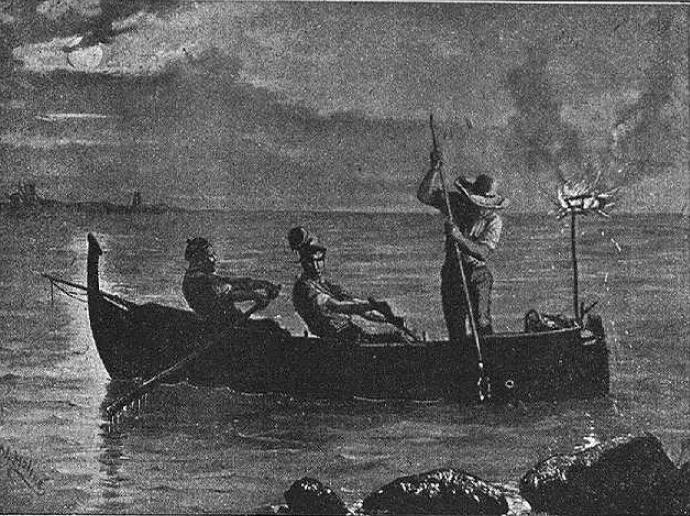
La pesca à l'encesa
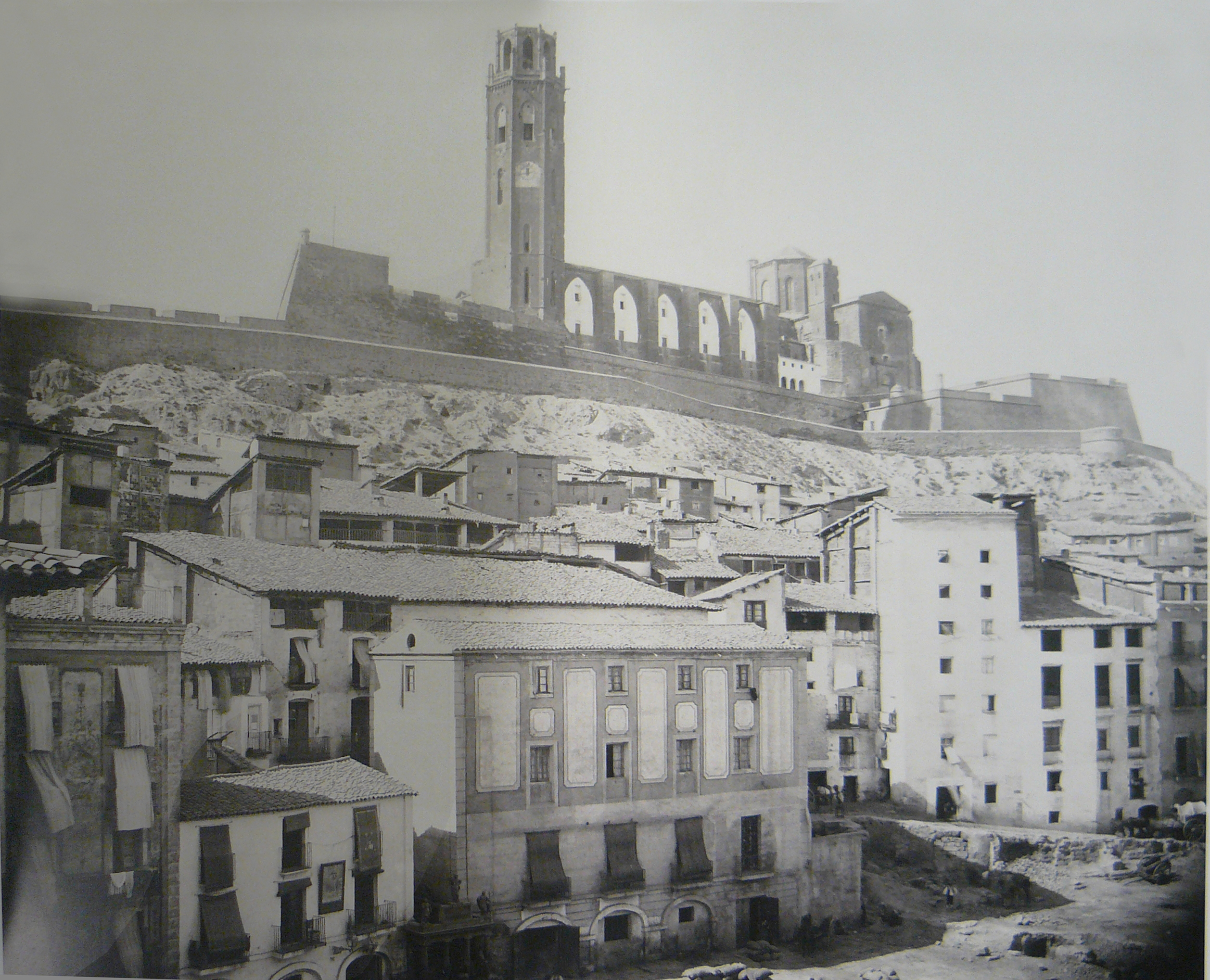
Vistes de Lleida
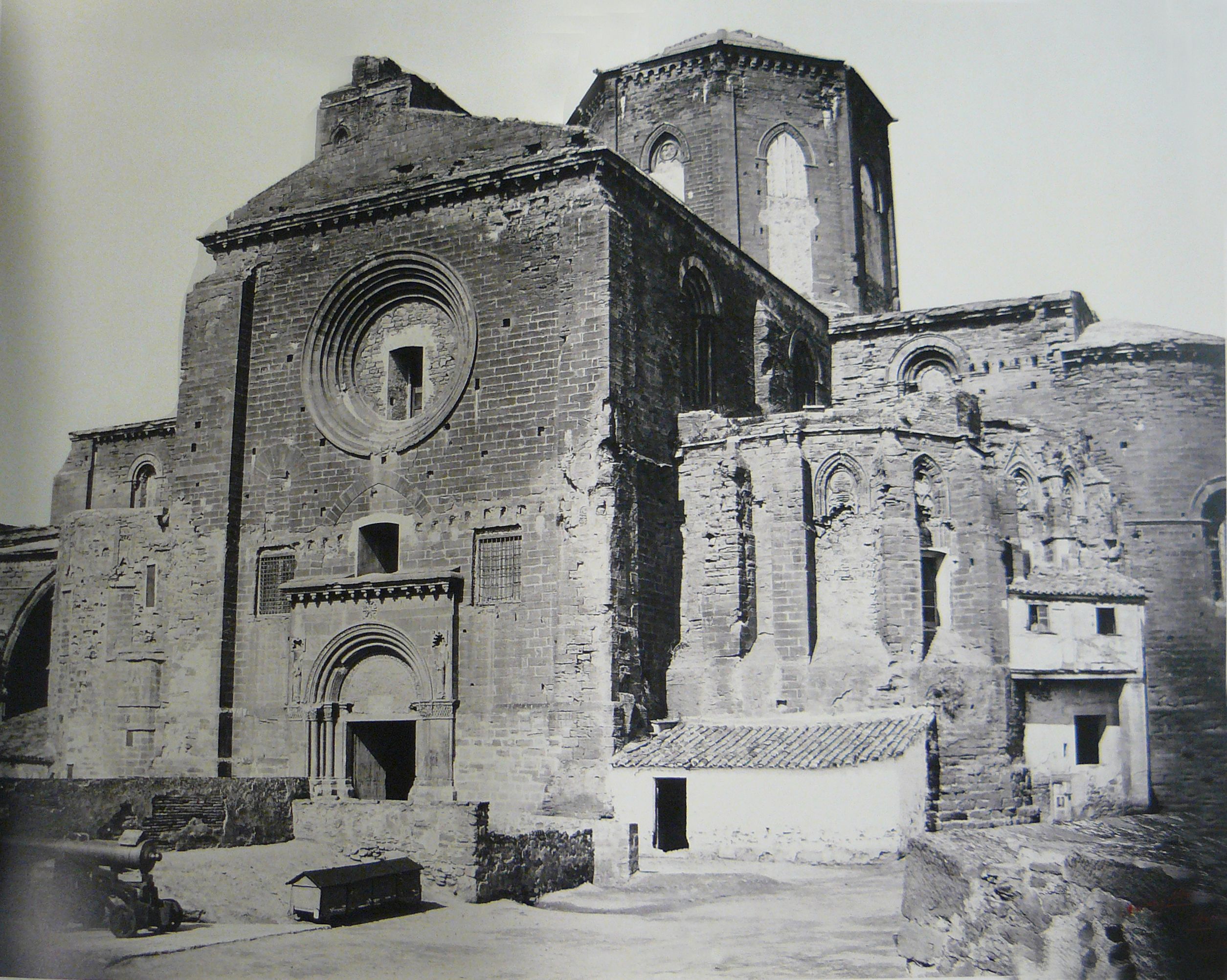
Vistes de Lleida
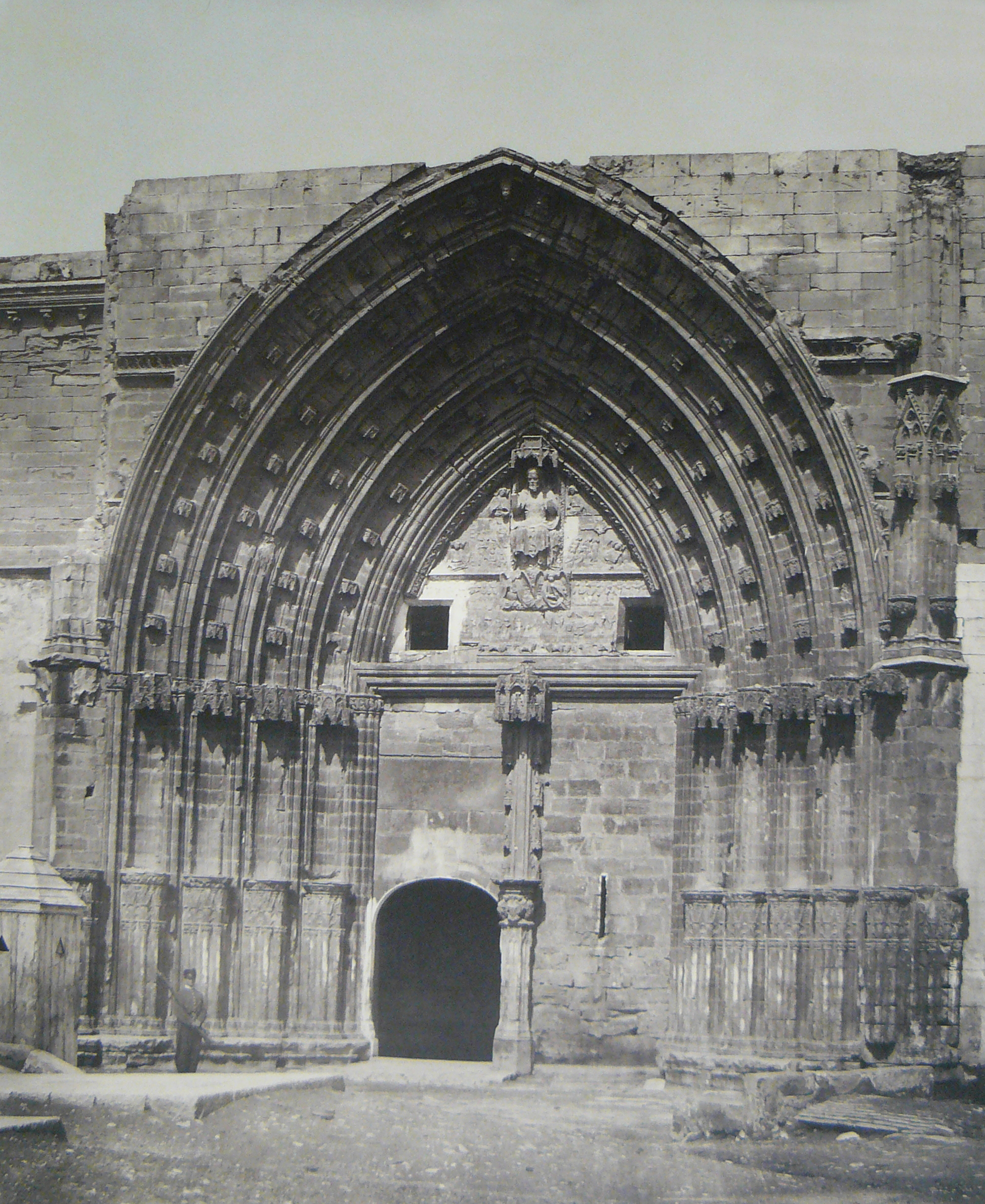
Vistes de Lleida
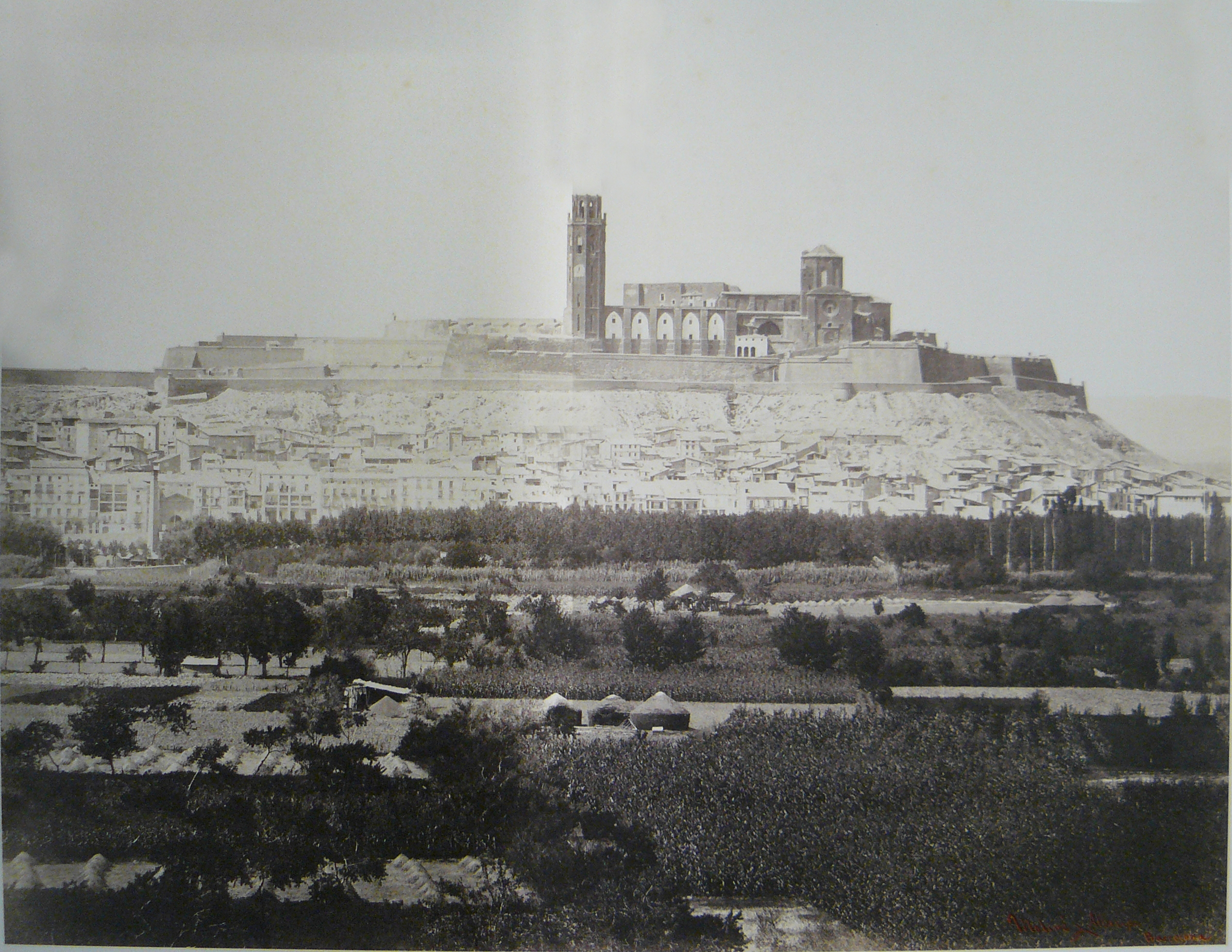
Vistes de Lleida
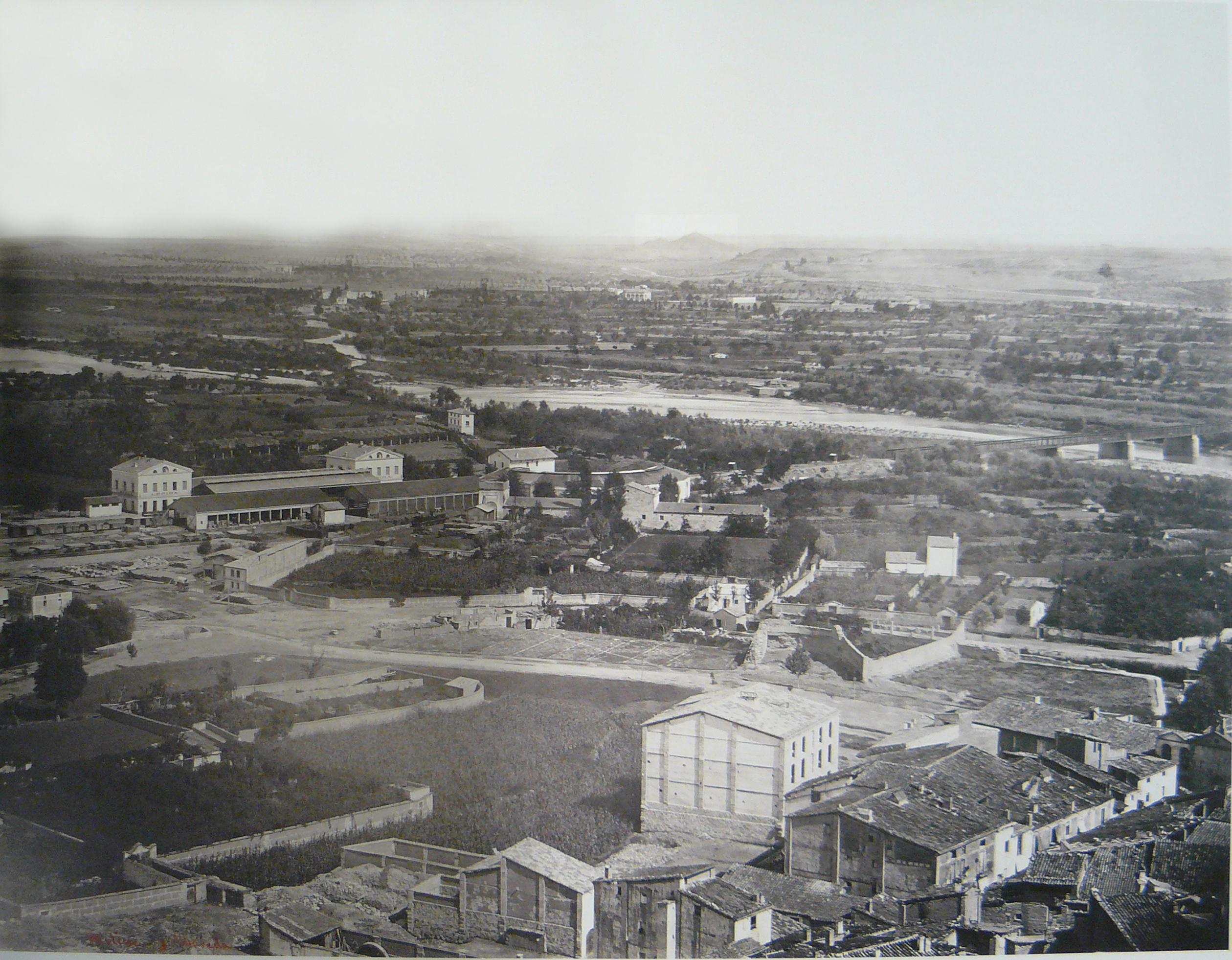
Vistes de Lleida
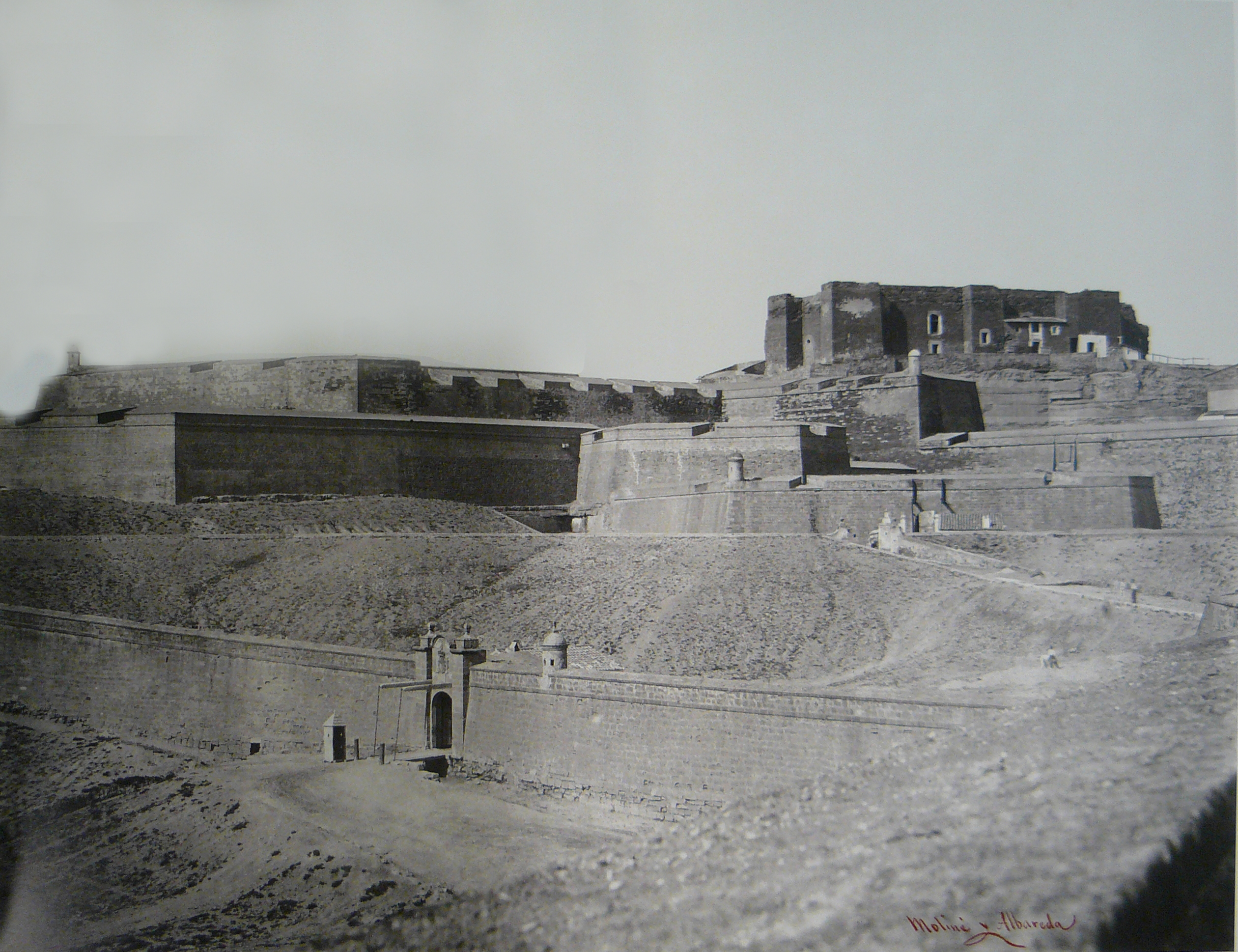
Vistes de Lleida
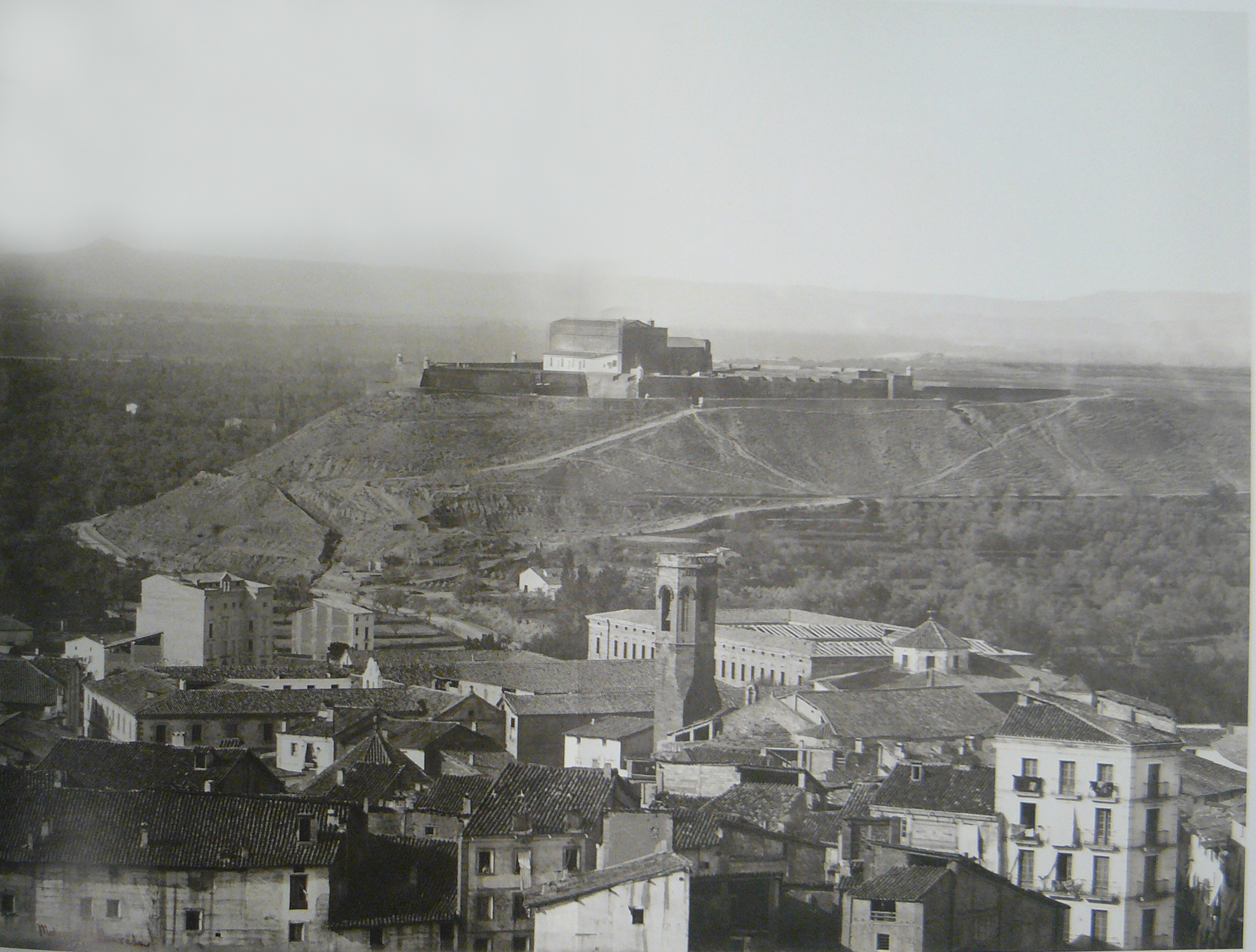
Vistes de Lleida
Guía satírica de Barcelona[14]
Guía satírica de Barcelona[14]
Guía satírica de Barcelona[14]
Guía satírica de Barcelona[14]
Guía satírica de Barcelona[14]
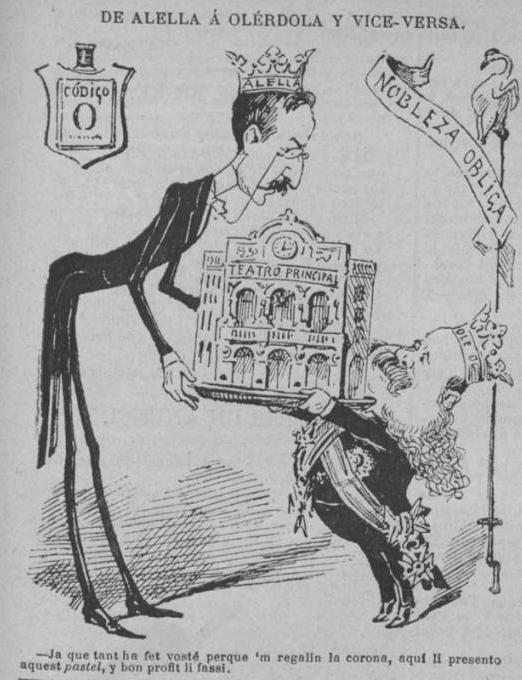
De Alella a Olérdola y vice-versa
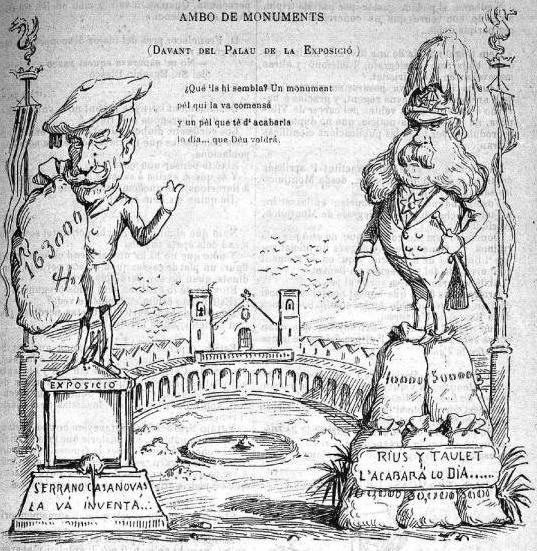
Ambo de monuments
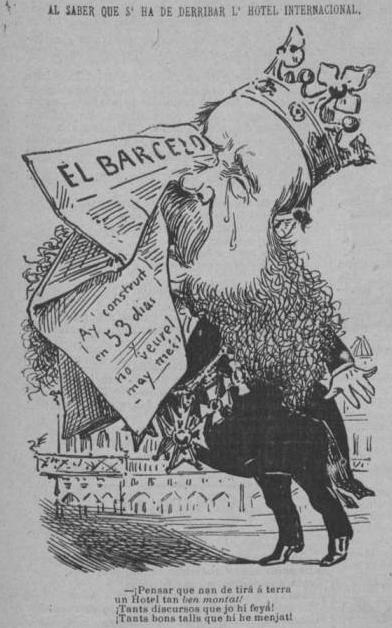
Hotel Internacional
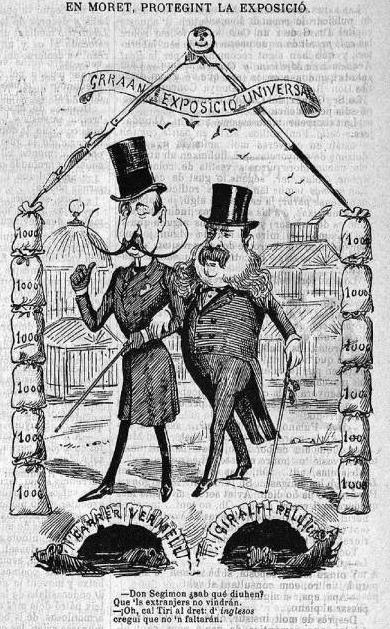
En Moret, protegint l'Exposició
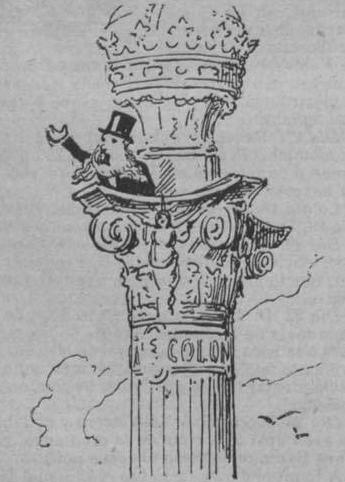
Monument a Colón
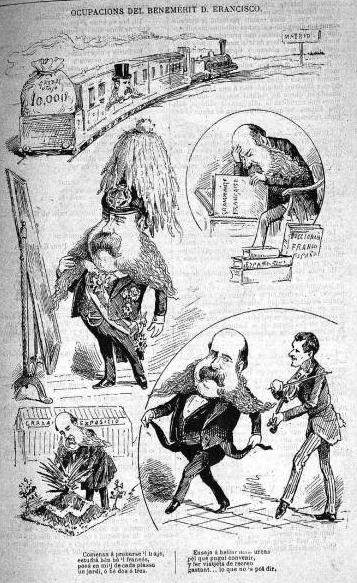
Ocupacions del benemérit D. Francisco
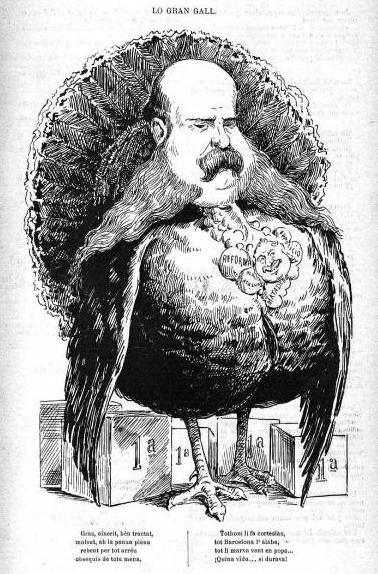
Lo gran gall
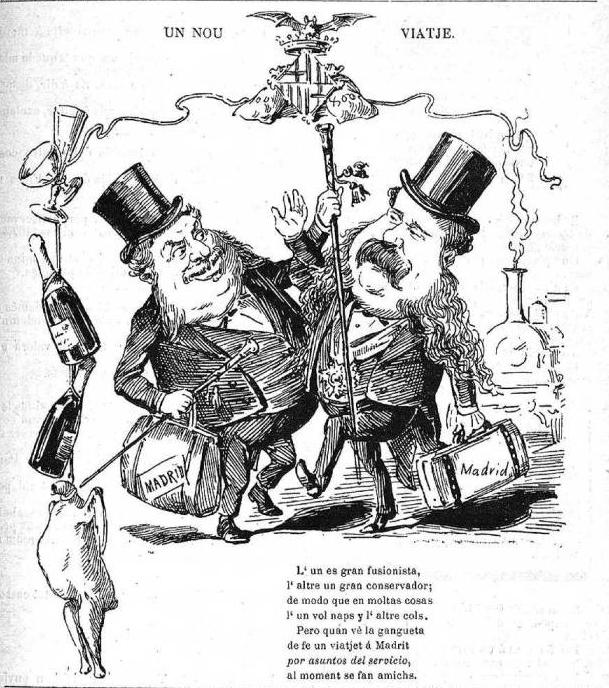
Un nou viatje
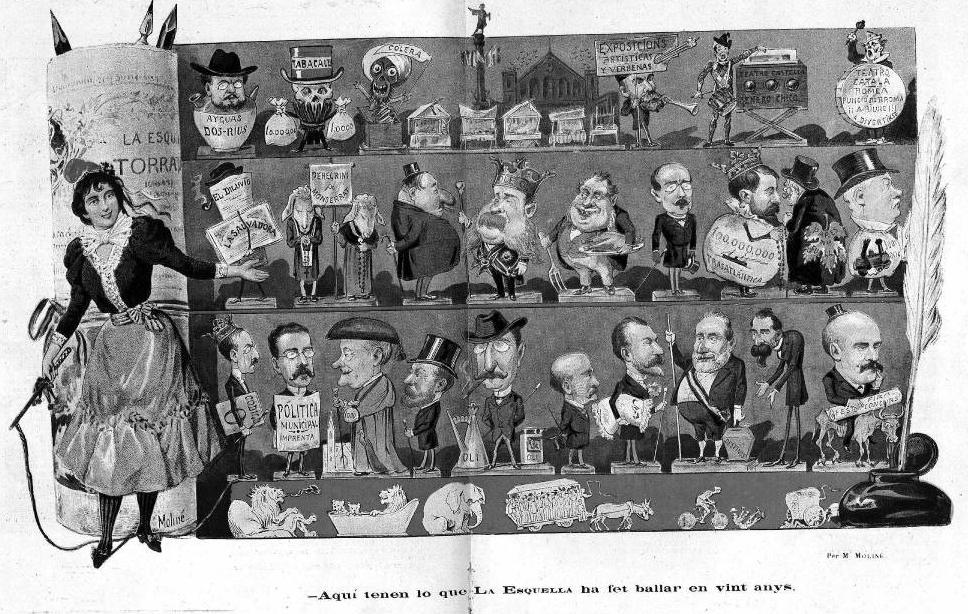
Aquí tenen lo que La Esquella ha fet ballar en vint anys
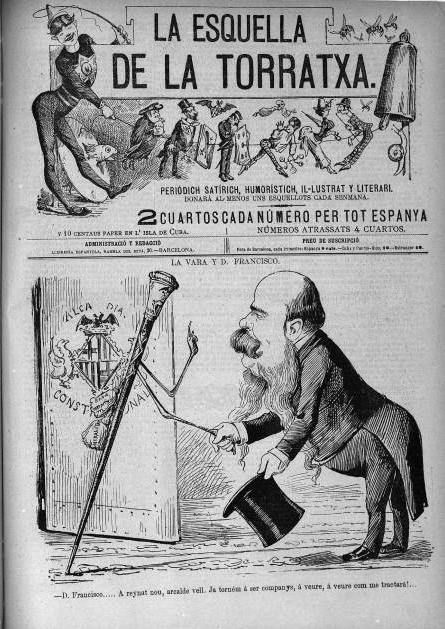
La vara y D. Francisco
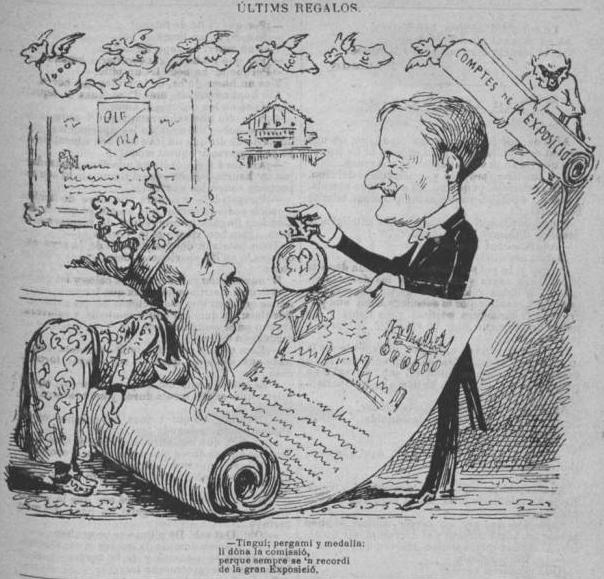
Últims regalos
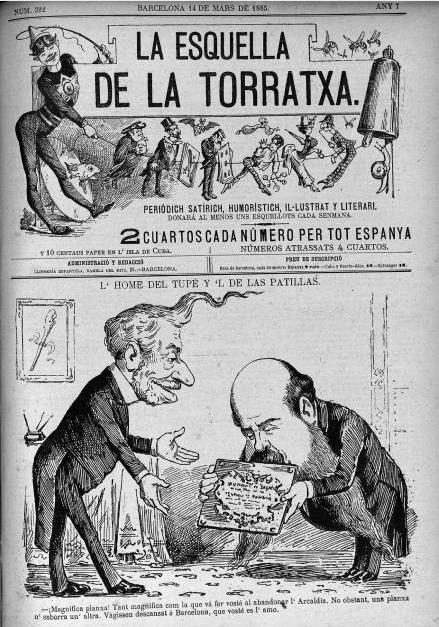
L'home del tupè y 'l de las patillas
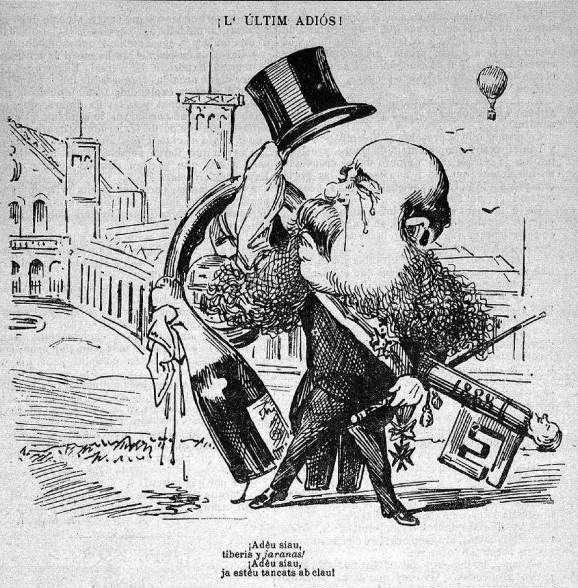
¡L'últim Adios!
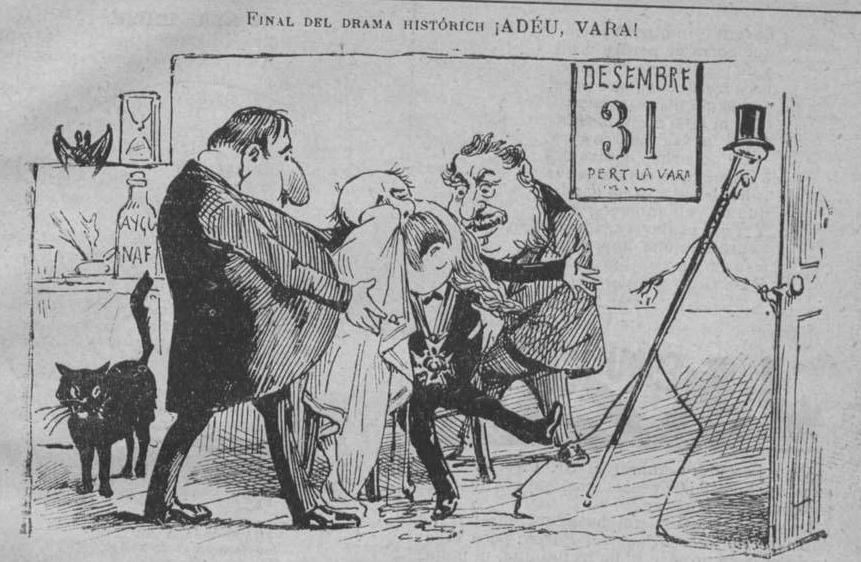
¡Adeu, Vara!
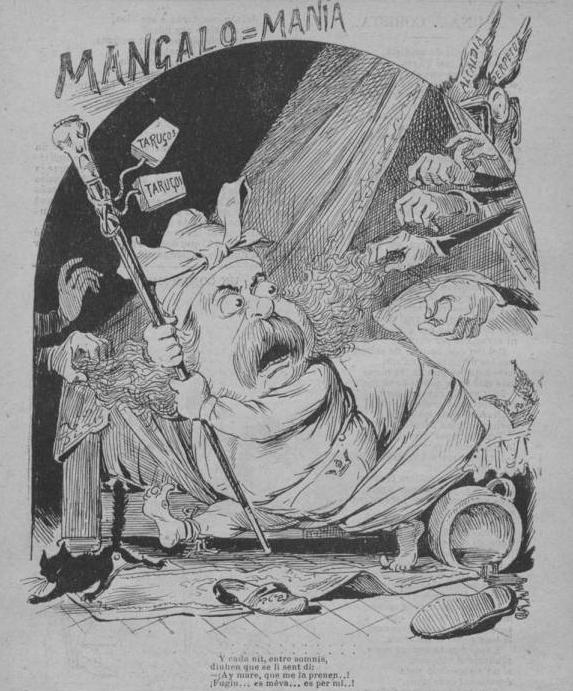

- Mangalo=mania[37]
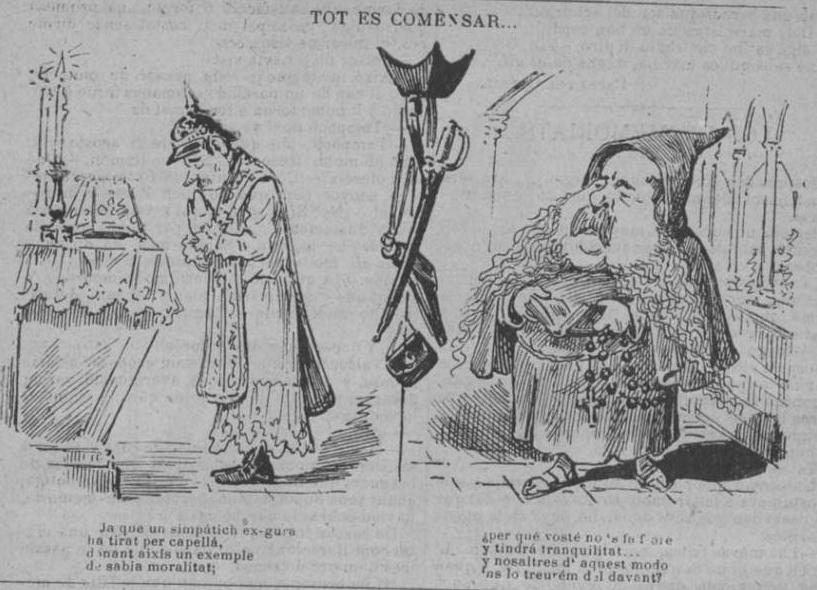
Tot és comensar